# Uninvited (Computerspiel)
Uninvited ist ein 1986 von ICOM Simulations für den Apple Macintosh entwickeltes und später für andere Systeme portiertes Computerspiel. Das Spiel ist das zweite aus einer Serie von insgesamt vier Adventures auf Basis der MacVenture-Engine.

## Handlung
Die Handlung des Point-and-Click-Adventures spielt in einem abgelegenen Geisterhaus in Schottland. Auf einer nächtlichen Straße in der Nähe des Hauses blockiert plötzlich eine seltsame Gestalt die Fahrbahn. Die Spielerfigur versucht, mit ihrem Wagen auszuweichen, gerät aber ins Schleudern. Die Steuerung durch den Spieler setzt ein, als die Spielfigur wieder zu Bewusstsein kommt. Ein jüngerer Bruder (in der NES-Version eine ältere Schwester) scheint aus dem schwer beschädigten Fahrzeug verschwunden zu sein, welches binnen kurzer Zeit in Flammen aufgeht. Um den Bruder zu finden und Hilfe zu holen, gibt es keine andere Wahl, als das große, alte Herrenhaus aufzusuchen, vor dem sich der Unfall ereignet hat.
Das Haus erstreckt sich über zwei Stockwerke und einen Turm. Die einzelnen Räume können vom Spieler in weitgehend frei wählbarer Reihenfolge erkundet werden. Die Einrichtung scheint überwiegend aus dem frühen 20. Jahrhundert zu stammen, einige Räume sind jedoch moderner eingerichtet und deuten darauf hin, von jemand Jüngerem bewohnt worden zu sein. Im Hinterhof gibt es noch vier weitere Orte zu entdecken: Ein Observatorium, ein Gewächshaus und eine kleine Kapelle, von der ein Weg hinaus zum Friedhof führt. In der Regel hat man zum Zeitpunkt der Entdeckung dieser Spielorte aber schon feststellen können, dass die Toten hier nicht auf dem Friedhof ruhen, sondern überall im Haus anzutreffen sind. Im Spielverlauf stellt sich heraus, dass das Haus von einem Magiekundigen mit zahlreichen Lehrlingen bewohnt wurde. Der Begabteste unter ihnen, Dracan, ließ sich von dunklen Mächten dazu verleiten, alle anderen durch Magie zu töten. Die toten Lehrlinge geistern nun als Schatten oder Untote auf dem Anwesen umher.
Die Aufgabe des Spielers besteht darin, Rätsel zu lösen, durch Einsammeln und Verwenden verschiedener Gegenstände alle zunächst nicht erreichbaren oder verschlossenen Räume des Spiels nach und nach zugänglich zu machen und den vermissten Bruder zu retten. Wie bei allen Spielen, die unter Verwendung der MacVenture-Engine erstellt wurden, gibt es dafür ein Zeitlimit. Das Böse gewinnt immer weiter an Einfluss und verwandelt letztlich auch den Spieler in einen Untoten, wenn dieser das Zeitlimit überschreitet.

## Spielprinzip und Technik
Uninvited ist ein Point-and-Click-Adventure. Der Bildschirm ist, analog zum Arbeitsbildschirm des damals aktuellen Apple Macintosh, in mehrere Fenster unterteilt, von denen eins die Spielumgebung als stellenweise teilanimiertes Standbild anzeigt, ein anderes die Gegenstände, die der Spieler bei sich trägt. Mit Hilfe einer Schaltfläche mit Verben und der Fenster mit Spielgrafik und Inventar kann der Spieler seiner Spielfigur einfache Kommandos geben; die Kombination des Verbs „operate“ (etwa: benutze) mit einem Schlüssel im Inventar und einer Tür in der Spielgrafik bewirkt etwa, dass die Spielfigur die Tür mit dem Schlüssel aufschließt. Der Spieler kann so Gegenstände untersuchen und aufnehmen, sie auf die Umgebung oder andere Gegenstände anwenden und mit NPCs kommunizieren. Die Resultate seiner Handlungen und die nähere Beschreibung der Spielumgebung und des Spielgeschehens erfolgt dabei in Textform in einem separaten Fenster. In einigen wenigen Situationen muss mittels der Tastatur Text eingegeben werden. Mit fortschreitendem Handlungsverlauf werden weitere Orte freigeschaltet.

## Entwicklungsgeschichte
Das erste Adventure auf der MacVenture Engine, Déjà Vu: A Nightmare Comes True, war erfolgreich und erfuhr viele positive Reaktionen bezüglich der neu eingeführten Point-and-Click-Technik, mit der ein Adventure ganz ohne Texteingaben allein mit einem Gamecontroller gesteuert werden konnte.
Das Spiel wurde von seinem US-amerikanischen Entwickler in den folgenden Jahren auf zahlreiche weitere Systeme portiert, unter anderem auch als Konsolenversion für das Nintendo Entertainment System. Es erschien für den Apple Macintosh mit Schwarz-Weiß-Grafik und noch ohne Sound. Bei späteren Portierungen wurde nicht nur die Grafik verbessert und durch Sound ergänzt, sondern vor allem für das Nintendo Entertainment System auch die Geschichte selbst überarbeitet. Neben Details wie der schon oben erwähnten Änderung des Geschlechts der vermissten Person und zusätzlichen Texthinweisen, die das Lösen der Rätsel erleichtern sollen, ist die wohl größte Veränderung, dass es auf dem NES kein zwingendes Zeitlimit gibt. Eine Frist beginnt zu laufen, wenn man den Rubin im Schlafzimmer an sich nimmt. Sie kann aber wieder abgebrochen werden, wenn man ihn zurücklegt. Der Spieler hat also die Wahl, auf dieses Spielelement zu verzichten.
Zur Zeit der Veröffentlichung für das NES galten bei Nintendo of America sehr strenge, von vielen Entwicklern als Zensur empfundene Inhalts-Richtlinien. Einige Änderungen der NES-Version erfolgten auch im Hinblick darauf. So wurden die in anderen Versionen abgebildeten Pentagramme in Sterne geändert, ein Kreuz durch einen Kelch ersetzt und ein weiteres Kreuz aus der Hintergrundgrafik ersatzlos entfernt. Die Adresse des Herrenhauses, „Master Crowley, 666 Blackwell Road, Loch Ness, Scotland“ wurde auf „Master Crowley“ verkürzt. Hierbei wurde übersehen, dass die Anspielung auf den englischen Okkultisten Aleister Crowley noch immer erkennbar ist. In der NES-Version ist, wenn der Spieler den Phonographen im Spielzimmer einschaltet, die Titelmelodie von Shadowgate zu hören, einem weiteren für NES erschienenen MacVenture-Spiel.
Im Januar 2015 veröffentlichte die Firma Zojoi, die 2012 von ehemaligen ICOM-Angestellten gegründet worden war, über die Plattform Steam eine Version des Spiels, die die Originalgrafiken enthält, aber auf moderner Hardware lauffähig ist.

## Rezeption
Die Zeitschrift Data Welt lobte an der Amiga-Version ihre Benutzerfreundlichkeit, gute Grafik und den atmosphärischen Sound. Das Spiel sei sogar noch besser als Déjà Vu. Das US-Magazin Computer Gaming World bezeichnete die Grafik der Amiga-Version als „halbwegs detailliert“ und die Klanguntermalung als „angenehm“. Rezensent Roy Wagner lobte das Spielkonzept als innovativ und unterhaltsam und kritisierte lediglich eine fehlende Anpassung an die aktuellste Version des Amiga-Betriebssystems, was zu unnötigen Ladezeiten führte. Das Magazin The Dragon urteilte „a truly horrifying adventure game and mystery that’ll leave you shivering in the dark“
Aus Spielersicht scheinen die Rätsel nicht immer logisch, da die Geschichte weitgehend auf Magie basiert. Nachdem die Handlung des Spiels nicht linear verläuft, wirkt das Spielende mehr oder weniger abrupt.